# Bactrocera ebenea
Bactrocera ebenea
 es una especie de díptero que Drew describió por primera vez en 1971. Bactrocera ebenea pertenece al género Bactrocera de la familia Tephritidae. Esta especie como plaga agrícola ha sido atacada por los agricultores en Nueva Caledonia.